# Elias Hutter
Elias Hutter (Görlitz o Ulm 1553-Núremberg o Frankfurt, c. 1605) fue un hebraísta alemán.

## Educación
Hutter estudió idiomas orientales en Jena y Leipzig. También estudió en Estrasburgo.

## Trabajo académico
Hutter fue profesor de hebreo en la Universidad de Leipzig.

## Obras
La obra de Hutter, una traducción del Antiguo Testamento llamada Opus Quadripartitum, en los idiomas hebreo, griego, latín y alemán, se publicó por David Wolter en Hamburg en 1596.
Su primera versión políglota del Nuevo Testamento se publicó en Núremberg en 1599 en 12 idiomas, La segunda en 1661 por el profesor Robertson, pero se perdieron por un incendio en Londres. En la primera versión de la Biblia de Hutter se innovaron las letras serviles huecas por la imprenta. En el año 1821 se publicó una tercera edición por la Sociedad judía y más tarde otra publicada por Greenfield en Baster en 1831.
En 1602 se publicó Harmonia Linguarum por Elias Hutter, que presentaba textos paralelos de la Biblia en latín, griego, hebreo y alemán.
- Antiguo Testamento Via Sancta, sive Biblia sacra Hebraea Veteris Testamenti, con un apéndice del Salmo 117 en 30 idiomas
- Opus Quadripartitum, Biblia en hebreo, griego, latín y alemán; David Wolter, Hamburg, 1596.
- Edición expandida – con el Antiguo Testamento hasta el Libro de Rut en seis idiomas, presentadas en cinco columnas en versiones en caldeo, hebreo, griego, latín y alemán, mientras la sexta columna presenta también el alemán bajo, francés, italiano, o texto eslavo.